# غارة (سمك)
غَارَّة أو حاسوم (الاسم العلمي: Sillago)، جنس أسماك بحرية من فصيلة الغارياوات وهو الجنس الوحيد الوحيد في الفصيلة. أعطانها منطقة المحيط الهادي الهندي.